# Malý Háj
Malý Háj (deutsch Kleinhan) ist ein Ortsteil von Hora Svaté Kateřiny im Okres Most in Tschechien. Der Ort entstand als Waldhufendorf, dessen Name sich wohl aus Kleiner Hain entwickelt hat und seine Lage inmitten des Waldes mit wenigen Häusern bezeichnet.

## Geschichte

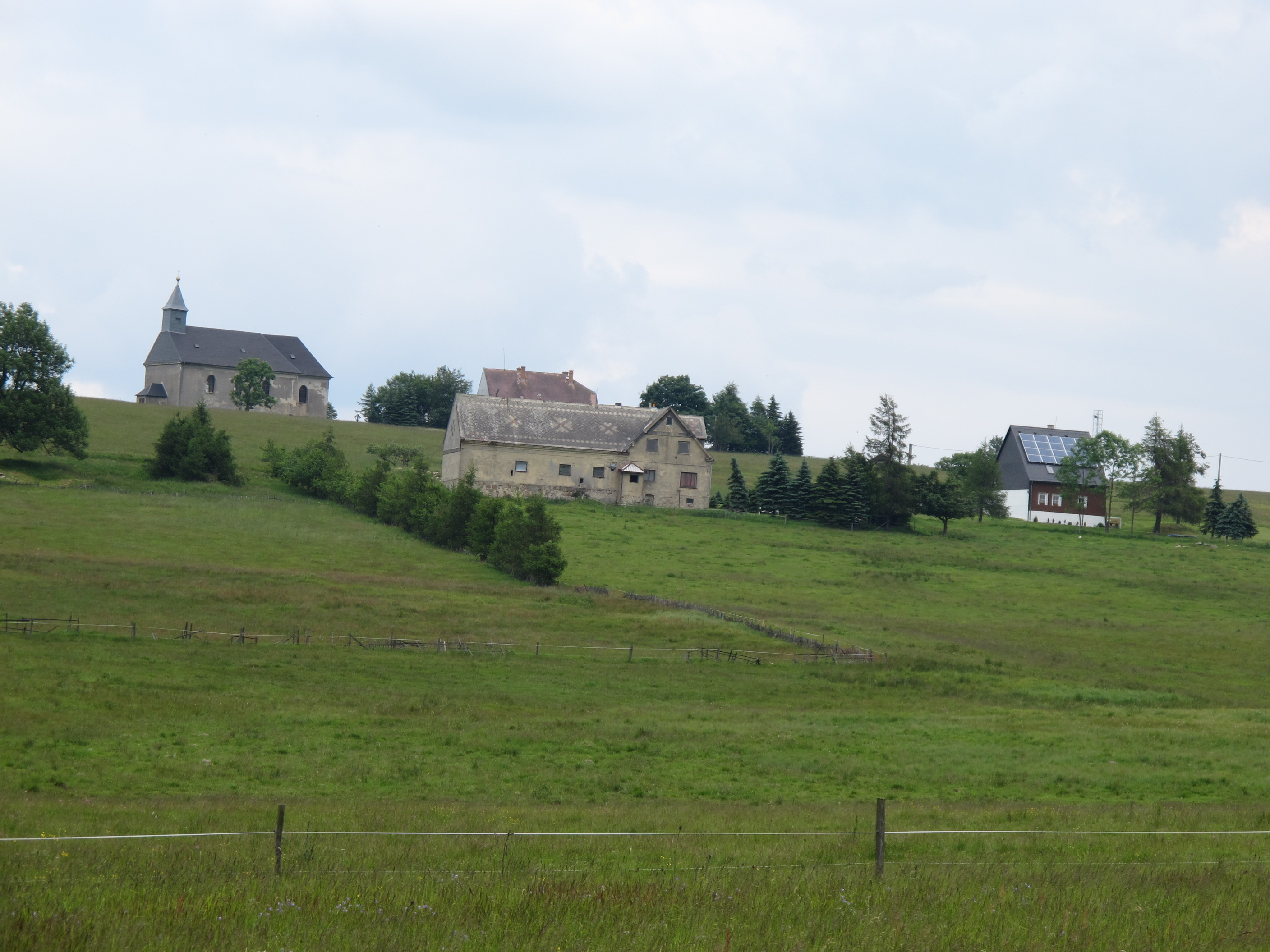
Ortsansicht mit Kirche

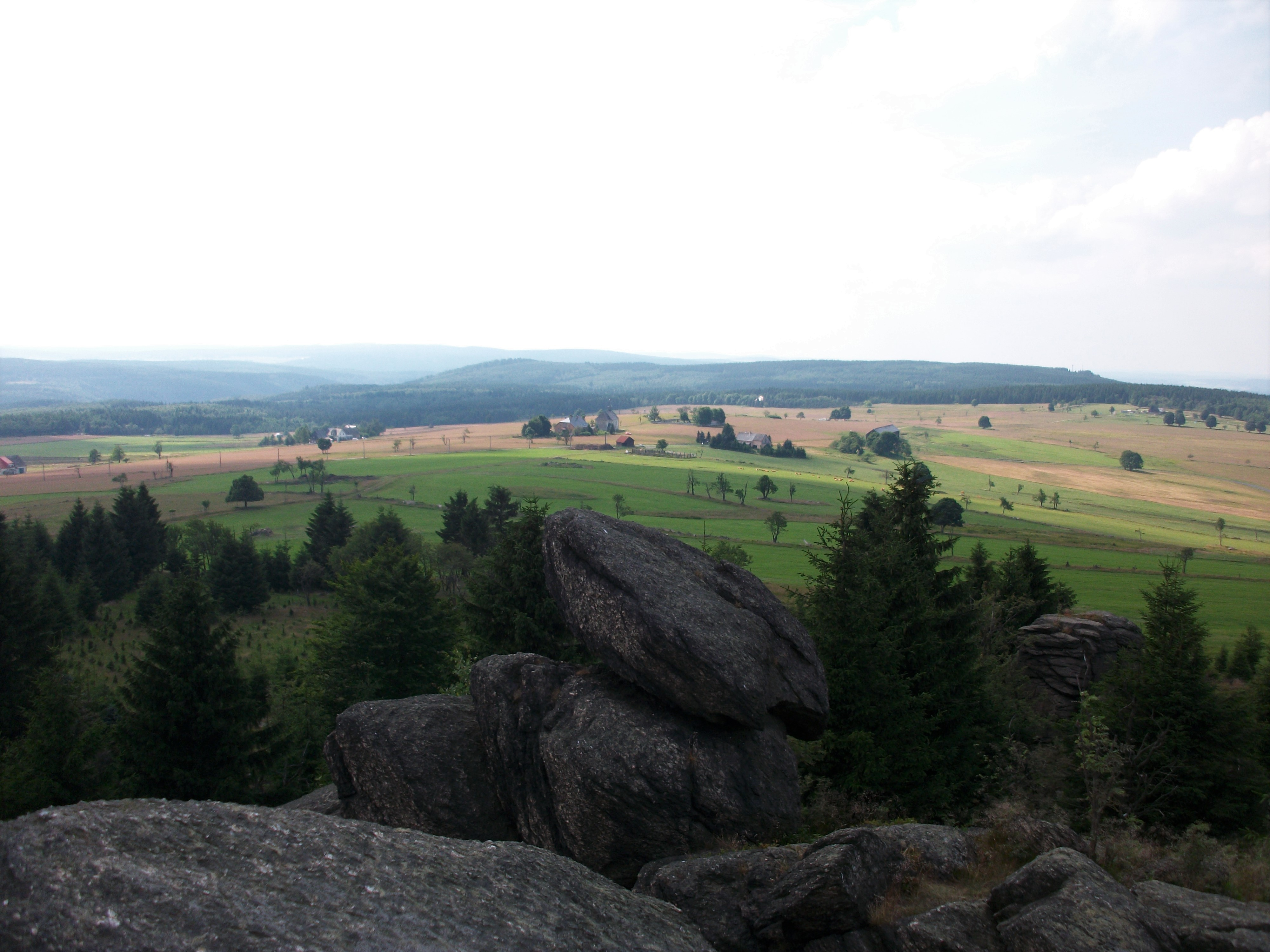
Blick vom Rudolfův kámen auf Malý Háj

1549 erfolgte die Erste schriftliche Erwähnung. Das Dorf gehörte damals zu Rothenhaus. Die ersten Siedler stammten wohl aus Westfalen und wurden von den Herren auf Rothenhaus eingeladen. Jeder Siedler bekam einen Waldteil, den er roden sollte, das so entstehende Feld sollte später ihm gehören. Während des Dreißigjährigen Krieges mussten die Schweden auf dem Rückzug wegen einer Typhusepidemie im Ort Halt machen. An diese Begebenheit erinnern der Schwedenweg (Švédská cesta) und der Schwedenfriedhof (Švédský hřbitov).
1846 fanden zwei Jungen unterhalb des Steindl (Kamenný vrch), wo sie Vieh trieben, einen Topf mit Silbermünzen, den sogenannten Schwedenschatz. Im 19. und am Anfang des 20. Jahrhunderts lebten die meisten Einwohner von der Forstwirtschaft. Der größte Teil des erwirtschafteten Holzes wurde nach Sachsen exportiert.
1953 wurde Malý Háj, das vor dem Zweiten Weltkrieg zu Rudelsdorf gehörte, Ortsteil von Hora Svaté Kateřiny.

## Entwicklung der Einwohnerzahl
| Jahr | Einwohnerzahl |
| ---- | ------------- |
| 1869 | 142           |
| 1880 | 101           |
| 1890 | 108           |
| 1900 | 110           |
| 1910 | 124           |

| Jahr | Einwohnerzahl |
| ---- | ------------- |
| 1921 | 109           |
| 1930 | 93            |
| 1950 | 15            |
| 1961 | 11            |
| 1970 | 17            |

| Jahr | Einwohnerzahl |
| ---- | ------------- |
| 1980 | 7             |
| 1991 | 3             |
| 2001 | 5             |
| 2011 | 9             |

## Sehenswürdigkeiten

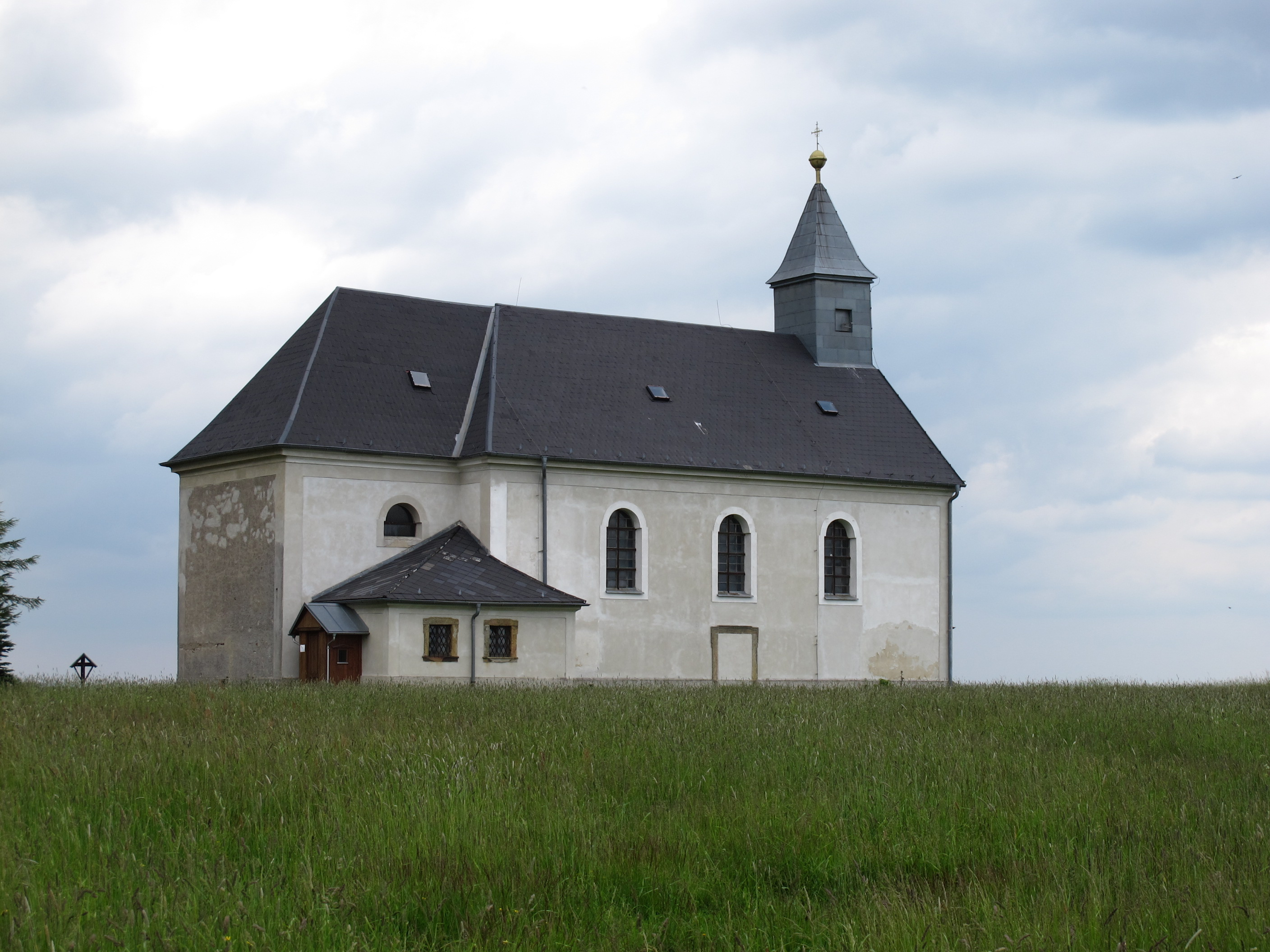
Die weit sichtbare Kirche von Malý Háj

Die weit sichtbare Kirche der Heiligen Dreifaltigkeit (Nejsvětější Trojice), 1783 erbaut, war ursprünglich eine Filialkirche von Katharinaberg, wurde aber im Jahr 1791 zur Lokalie und 1852 zur Pfarrei erhoben. Sie steht auf einer Anhöhe. Seit 1993 erfolgt mit Unterstützung der Kirchgemeinde Deutschneudorf die Sanierung der Kirche.
Der Eduardova skála (Eduardfelsen), abseits von Touristenpfaden gelegen, liegt mit einer Höhe von rund 900 Metern inmitten eines kleinen Wäldchens. Von dessen Spitze bietet sich ein Ausblick über das Erzgebirge und auf die Stadt Hora Svaté Kateřiny.